# (6529) Rhoads
Pour les articles homonymes, voir Rhoads.
(6529) Rhoads est un astéroïde de la ceinture principale.

## Description
(6529) Rhoads est un astéroïde de la ceinture principale. Il fut découvert le 14 décembre 1993 à l'observatoire Palomar par l'observatoire Palomar. Il présente une orbite caractérisée par un demi-grand axe de 2,35 UA, une excentricité de 0,13 et une inclinaison de 6,5° par rapport à l'écliptique.

## Compléments